# Alopecosa zyuzini
Alopecosa zyuzini là một loài nhện trong họ Lycosidae.
Loài này thuộc chi Alopecosa. Alopecosa zyuzini được Dmitri Viktorovich Logunov & Yuri M. Marusik miêu tả năm 1995.